# Riemannsche Zahlenkugel

Auf der riemannschen Zahlenkugel sind die komplexen Zahlen einschließlich ∞ darstellbar.

stereographische Rückprojektionen der komplexen Zahlen und auf die Punkte und der riemannschen Zahlenkugel

In der Mathematik ist die Riemannsche Zahlenkugel {\displaystyle {\hat {\mathbb {C} }}=\mathbb {C} \cup \{\infty \}} die Riemannsche Fläche, die sich aus der Hinzunahme eines Punktes in der Unendlichkeit zu der komplexen Ebene ergibt. Anschaulich gesehen wird die Ebene der komplexen Zahlen an einem Punkt zu einer Kugel zusammengeklebt. Sie ist der erste nichttriviale komplexe projektive Raum und geht zurück auf Bernhard Riemann.

## Topologie und komplexe Struktur
Die Topologie auf {\displaystyle {\hat {\mathbb {C} }}} wird folgendermaßen erzeugt: Man bezeichnet mit {\displaystyle P:S^{2}\to {\hat {\mathbb {C} }}} die stereographische Projektion durch den Nordpol und bildet zusätzlich {\displaystyle \infty } auf den Nordpol ab, d. h.
{\displaystyle P(x_{1},x_{2},x_{3})={\begin{cases}{\frac {x_{1}}{1-x_{3}}}+\mathrm {i} {\frac {x_{2}}{1-x_{3}}}&x\neq (0,0,1),\\\infty &x=(0,0,1).\end{cases}}}
{\displaystyle P} ist invertierbar, da die stereographische Projektion invertierbar ist und man {\displaystyle P^{-1}(\infty )=(0,0,1)} hat. Die Funktion {\displaystyle \chi :{\hat {\mathbb {C} }}^{2}\to \mathbb {R} }, gegeben durch
{\displaystyle \chi (x,y)=\lVert P^{-1}(x)-P^{-1}(y)\rVert _{2},}
definiert eine Metrik auf {\displaystyle {\hat {\mathbb {C} }}} und heißt chordale Metrik. Durch die von der Metrik erzeugten Topologie sind {\displaystyle P} und {\displaystyle P^{-1}} stetig. Daher ist {\displaystyle {\hat {\mathbb {C} }}} homöomorph zu {\displaystyle S^{2}}, woher die Bezeichnung Zahlenkugel rührt.
Die komplexe Struktur der Riemannschen Zahlenkugel wird durch zwei Karten gegeben. Die erste ist auf {\displaystyle \mathbb {C} } definiert und ist die Identität. Die zweite ist auf der Umgebung {\displaystyle [\mathbb {C} \cup \{\infty \}]\setminus \{0\}} des unendlich fernen Punkts definiert durch
{\displaystyle z\mapsto {\begin{cases}{\frac {1}{z}},&{\text{falls }}z\in \mathbb {C} ,\\0,&{\text{falls }}z=\infty .\end{cases}}}

## Eigenschaften und Anwendungen
- Topologisch ist diese geschlossene Riemannsche Fläche vom Geschlecht {\displaystyle 0} bis auf Homöomorphie eindeutig, das gilt aber nicht für Biholomorphie, d. h. es ließe sich noch eine andere komplexe Struktur finden.
- Auf Basis des Satzes von Riemann-Roch kann man zeigen, dass jede kompakte Riemannsche Fläche eine Einbettung in einen projektiven Raum besitzt. Des Weiteren lässt sich dann zeigen, dass jede Riemannsche Fläche biholomorph zu einer projektiven Varietät der Dimension {\displaystyle 1} ist, d. h. Riemannsche Flächen lassen sich als Nullstellenmenge von homogenen Polynomen darstellen.[1]
- Die Automorphismen, also die biholomorphen Abbildungen der riemannschen Zahlenkugel auf sich selbst, bilden die Gruppe der Möbiustransformationen.[2]
- Eine meromorphe Funktion kann man als eine holomorphe Funktion in die Riemannsche Zahlenkugel interpretieren.
- Die verzweigten Überlagerungen über der Riemannschen Zahlenkugel führen zur Theorie der Hurwitz-Zahlen.